# Ángel Ramos Fernández
Angel Ramos Fernández (Nalda, La Rioja, 2 d'agost de 1926 - Madrid, 2 de gener de 1998) és un enginyer espanyol, acadèmic de la Reial Acadèmia de Ciències Exactes, Físiques i Naturals.

## Biografia
Es doctorà en enginyeria forestal i va obtenir la càtedra de Planificació i Projectes a l'Escola Tècnica Superior d'Enginyers de Muntanyes de la Universitat Politècnica de Madrid. Compromès amb l'ús prudent dels recursos naturals Ha estudiat la identificació i avaluació de l'impacte ambiental produït per l'activitat humana, la planificació física amb base ecològica, l'avaluació d'alternatives i models per a la integració dels aspectes ecològics i socioeconòmics en l'ordenació territorial, l'ordenació del paisatge natural i la recuperació d'espais degradats.
El 1972 va col·laborar en el Programa Biològic Internacional de la UNESCO i ha format part del comitè editor de les publicacions Landscape and Urban Planning (Elsevier, Amsterdam) i Landscape Ecoloy. El 1990 fou escollit acadèmic de la Reial Acadèmia de Ciències Exactes, Físiques i Naturals, en la que va ingressar el 1994 amb el discurs ¿Por qué la conservación de la naturaleza?. El 1994 també ingressà a la Reial Acadèmia d'Enginyeria d'Espanya. Va morir el dos de gener de 1998.

## Obres
- Valoración del paisaje natural (1969)
- Check Sheets de los Parques Nacionales de Covadonga y Ordesa (1972)
- Estudio ecológico de la subregión de Madrid (1973-74)
- Análisis de sistemas integrados en el medio rural y en los espacios naturales (1976-79)
- Estudio integral aplicado a la ordenación del territorio en la provincia de Santander (1976-80)
- General Landscape Concept. Abuja, Nigeria (1982)
- Mapas temáticos de la vegetación y usos del suelo de la provincia de Madrid (1982-83)
- Evaluación de los recursos subyacentes en las masas forestales españolas de especies autóctonas (1986-87)
- Diseño de una metodología dirigida a la evaluación, en un contexto ecológico y paisajístico, del potencial turístico recreativo de las márgenes y cursos fluviales (1986-88)
- Esquema metodológico integrado para la planificación, localización y ejecución de actividades forestales (1987-88)
- Evaluación del impacto ambiental de las repoblaciones forestales (1987-88).
- Planificación física y ecológica (Madrid, EMESA, 1979)
- Guía para la elaboración de estudios del medio físico: Contenido y metodología (CEOTMA-MOPU, 1984)
- Diccionario de la Naturaleza. Hombre, Ecología y Paisaje (Espasa-Calpe, (1988)
- Arid and semiarid zones in the Mediterranean áreas (Elsevier, Amsterdam, 1990)